# Ensemble parfait
Dans un espace topologique, un ensemble parfait est une partie fermée sans point isolé, ou de façon équivalente, une partie égale à son ensemble dérivé, c'est-à-dire à l'ensemble de ses « points limites », ou « points d'accumulation ».

## Exemples
L'ensemble vide est parfait dans tout espace.
Dans ℝ, un segment [a, b] est un exemple simple d'ensemble parfait.
Un exemple moins évident est constitué par l'ensemble de Cantor.
Cet ensemble est totalement discontinu et homéomorphe à l'espace de Cantor {\displaystyle \{0,1\}^{\mathbb {N} }}. Plus généralement, l'espace produit {0, 1}I est parfait lorsque I est un ensemble infini. Un exemple d'ensemble parfait dans le plan, homéomorphe également à l'ensemble de Cantor, est l'ensemble {\displaystyle \left\{\left.\sum _{n\in E}a_{n}~\right|~E\subset \mathbb {N} \right\}} où {\displaystyle \sum a_{n}} est une série absolument convergente de complexes telle que pour tout N, {\displaystyle \sum _{n>N}|a_{n}|<|a_{N}|}.
Dans ℝn, on peut engendrer des ensembles parfaits de la façon suivante. Si {\displaystyle P^{0}} est une partie fermée, on définit le dérivé {\displaystyle P'=P^{1}} de {\displaystyle P^{0}} comme l'ensemble des points d'accumulation de {\displaystyle P^{0}}. Pour tout ordinal {\displaystyle \alpha }, on pose {\displaystyle P^{\alpha +1}=(P^{\alpha })'} et, si {\displaystyle \alpha } est un ordinal limite, {\displaystyle P^{\alpha }=\cap _{\beta <\alpha }P^{\beta }}. Si {\displaystyle \omega _{1}} désigne le premier ordinal non dénombrable, on montre que :
- Ou bien {\displaystyle P^{\omega _{1}}=\varnothing }. On dit que {\displaystyle P^{0}} est réductible ;
- Ou bien {\displaystyle P^{\omega _{1}}\neq \varnothing } et c'est un ensemble parfait. {\displaystyle P^{0}} est la réunion de cet ensemble parfait et d'un ensemble dénombrable.

## Propriétés
Un ensemble parfait non vide de ℝ ou ℝn n'est pas dénombrable. Plus généralement et plus précisément :
- tout espace complètement métrisable parfait non vide contient un sous-espace homéomorphe à l'espace de Cantor[6],[7] ;
- tout espace localement compact parfait non vide contient un sous-ensemble équipotent à l'espace de Cantor[8].

Dans les deux cas, l'espace considéré a donc au moins la puissance du continu.
Toute partie fermée de ℝ (ou plus généralement : d'un espace polonais) est, de façon unique, réunion disjointe d'une partie dénombrable et d'un ensemble parfait : voir Théorème de Cantor-Bendixson.